# Afrykański Turniej Kwalifikacyjny w piłce siatkowej kobiet do Letnich Igrzysk Olimpijskich 2012
Afrykański turniej kwalifikacyjny stanowił drugą szansę (po Pucharze Świata) dla drużyn zrzeszonych w Afrykańskiej Konfederacji Piłki Siatkowej (CAVB) na awans do turnieju olimpijskiego w piłce siatkowej kobiet na Letnich Igrzyskach Olimpijskich 2012. Odbył się w dniach 2-4 lutego 2012 roku w Algierii w  mieście Al-Bulajda.

## Drużyny uczestniczące
| Drużyna  | Ranking FIVB (04.01.2012) | Mistrzostwa Afryki 2011 |
| -------- | ------------------------- | ----------------------- |
| Algieria | 16. miejsce               | 2. miejsce              |
| Egipt    | 21. miejsce               | 3. miejsce              |
| Kenia    | 15. miejsce               | 1. miejsce              |
| Seszele  | 111. miejsce              | brak udziału            |

## Tabela
| Lp. | Drużyna  | Pkt | Mecze | Mecze | Mecze | Małe punkty | Małe punkty | Małe punkty | Sety | Sety | Sety  |
| Lp. | Drużyna  | Pkt | M     | W     | P     | zdob.       | str.        | ratio       | wyg. | prz. | ratio |
| --- | -------- | --- | ----- | ----- | ----- | ----------- | ----------- | ----------- | ---- | ---- | ----- |
| 1   | Algieria | 6   | 3     | 3     | 0     | 268         | 180         | 1.489       | 9    | 2    | 4.500 |
| 2   | Kenia    | 5   | 3     | 2     | 1     | 258         | 254         | 1.016       | 7    | 5    | 1.400 |
| 3   | Egipt    | 4   | 3     | 1     | 2     | 257         | 254         | 1.012       | 6    | 6    | 1.000 |
| 4   | Seszele  | 3   | 3     | 0     | 3     | 130         | 225         | 0.578       | 0    | 9    | 0.000 |

Źródło: todor66.com
Zasady ustalania kolejności: 1. liczba zdobytych punktów; 2. wyższy stosunek małych punktów; 3. wyższy stosunek setów.
Punktacja: zwycięstwo – 2 pkt; porażka – 1 pkt

## Wyniki spotkań
| Data  | Godzina | Drużyna 1 | Wynik | Drużyna 2 | Set 1 | Set 2 | Set 3 | Set 4 | Set 5 | Widzów | Raport |
| ----- | ------- | --------- | ----- | --------- | ----- | ----- | ----- | ----- | ----- | ------ | ------ |
| 02.02 | 16:00   | Algieria  | 3:1   | Egipt     | 25:20 | 23:25 | 25:17 | 25:20 | --:-- |        | raport |
| 02.02 | 18:00   | Seszele   | 0:3   | Kenia     | 15:25 | 21:25 | 23:25 | --:-- | --:-- |        | raport |
| 03.02 | 15:00   | Algieria  | 3:0   | Seszele   | 25:6  | 25:6  | 25:12 | --:-- | --:-- |        | raport |
| 03.02 | 17:00   | Kenia     | 3:2   | Egipt     | 25:23 | 23:25 | 25:13 | 20:25 | 16:14 |        | raport |
| 04.02 | 15:00   | Algieria  | 3:1   | Kenia     | 25:16 | 25:21 | 20:25 | 25:12 | --:-- |        | raport |
| 04.02 | 17:00   | Egipt     | 3:0   | Seszele   | 25:18 | 25:8  | 25:21 | --:-- | --:-- |        | raport |